# Llista de monuments de ses Salines
Llista de monuments de ses Salines catalogats pel consell insular de Mallorca com a Béns d'Interès Cultural en la categoria de monuments pel seu interès històric, artístic, arquitectònic, arqueològic, històric-industrial, etnològic, social, científic o tècnic.
| Monument                                             | Tipus                | Localització                                   | Coordenades                                          | Codi?         | Imatge |
| ---------------------------------------------------- | -------------------- | ---------------------------------------------- | ---------------------------------------------------- | ------------- | --- |
| Sa Creu                                              | Creus de terme       | Ses Salines Plaça ses Creu                     | 39° 20′ 27″ N, 3° 03′ 28″ E / 39.340942°N,3.057755°E | RI-51-0010409 | Sa Creu (Ses Salines) · Vegeu més fotos d'aquest monument · Carregueu una nova foto d'aquest monument             |
| S'Avall                                              | Arq. defensiva       | Ses Salines Camí Vell de sa Colònia            | 39° 18′ 34″ N, 3° 02′ 01″ E / 39.309504°N,3.0335°E   | RI-51-0008509 | Carregueu una nova foto d'aquest monument                                                                         |
| Torre de Can Barberà, torre de defensa al nucli urbà | Arq. defensiva       | Ses Salines Davant l'església de Sant Bartomeu | 39° 20′ 20″ N, 3° 03′ 18″ E / 39.338799°N,3.054956°E | RI-51-0008510 | Torre de Can Barberà (Ses Salines) · Carregueu una nova foto d'aquest monument                                    |
| S'Estany                                             | Arq. defensiva       | Ses Salines Platja des Marquès                 | 39° 19′ 31″ N, 2° 59′ 16″ E / 39.325169°N,2.987855°E | RI-51-0008511 | Carregueu una nova foto d'aquest monument                                                                         |
| Els Antigors                                         | Monument arqueològic | Ses Salines Carrer es Torrent                  | 39° 19′ 47″ N, 3° 03′ 21″ E / 39.329842°N,3.055785°E | RI-51-0002683 | Els Antigors (Ses Salines) · Vegeu més fotos d'aquest monument · Carregueu una nova foto d'aquest monument        |
| Es Torrent                                           | Monument arqueològic | Ses Salines                                    | 39° 19′ 58″ N, 3° 03′ 04″ E / 39.332908°N,3.051134°E | RI-51-0002684 | Carregueu una nova foto d'aquest monument                                                                         |
| Es Camp Lladó / Es Torrent                           | Monument arqueològic | Ses Salines                                    | 39° 19′ 56″ N, 3° 02′ 57″ E / 39.332287°N,3.049266°E | RI-51-0002685 | Carregueu una nova foto d'aquest monument                                                                         |
| Es Mitjà Gran / Ses Talaies                          | Monument arqueològic | Ses Salines                                    | 39° 20′ 07″ N, 3° 01′ 01″ E / 39.335197°N,3.016976°E | RI-51-0002686 | Carregueu una nova foto d'aquest monument                                                                         |
| Necròpolis de sa Carrotja                            | Monument arqueològic | Ses Salines                                    | 39° 20′ 27″ N, 3° 02′ 43″ E / 39.340776°N,3.045338°E | RI-51-0002687 | Carregueu una nova foto d'aquest monument                                                                         |
| Illot des Frares / Colònia de Sant Jordi             | Monument arqueològic | Ses Salines                                    | 39° 18′ 52″ N, 2° 59′ 53″ E / 39.314456°N,2.998109°E | RI-51-0002688 | Carregueu una nova foto d'aquest monument                                                                         |
| Sa Marina Gran                                       | Monument arqueològic | Ses Salines                                    | 39° 20′ 33″ N, 3° 03′ 12″ E / 39.342548°N,3.053462°E | RI-51-0002689 | Carregueu una nova foto d'aquest monument                                                                         |
| Morell                                               | Monument arqueològic | Ses Salines                                    |                                                      | RI-51-0002690 | Carregueu una nova foto d'aquest monument                                                                         |
| N'Amera Petita / Es Rafal Llinàs                     | Monument arqueològic | Ses Salines                                    | 39° 21′ 41″ N, 3° 03′ 17″ E / 39.361488°N,3.054626°E | RI-51-0002691 | Carregueu una nova foto d'aquest monument                                                                         |
| Sa Pleta Gran / Rafal Llinàs                         | Monument arqueològic | Ses Salines                                    | 39° 20′ 57″ N, 3° 04′ 39″ E / 39.349212°N,3.077375°E | RI-51-0002692 | Carregueu una nova foto d'aquest monument                                                                         |
| Es Xabarlinar                                        | Monument arqueològic | Ses Salines                                    |                                                      | RI-51-0002693 | Carregueu una nova foto d'aquest monument                                                                         |
| Ses Cases                                            | Monument arqueològic | Ses Salines                                    |                                                      | RI-51-0002694 | Carregueu una nova foto d'aquest monument                                                                         |
| Cas Garriguer                                        | Monument arqueològic | Ses Salines                                    |                                                      | RI-51-0002695 | Carregueu una nova foto d'aquest monument                                                                         |
| Cova des Forn / Sa Vall                              | Monument arqueològic | Ses Salines                                    | 39° 17′ 53″ N, 3° 02′ 57″ E / 39.297964°N,3.049138°E | RI-51-0002696 | Carregueu una nova foto d'aquest monument                                                                         |
| Illot de na Guardis / Sa Vall                        | Monument arqueològic | Ses Salines                                    | 39° 18′ 37″ N, 3° 00′ 06″ E / 39.310302°N,3.001589°E | RI-51-0002697 | Carregueu una nova foto d'aquest monument                                                                         |
| Illot de na Guardis                                  | Monument arqueològic | Ses Salines                                    | 39° 18′ 37″ N, 3° 00′ 04″ E / 39.310286°N,3.001069°E | RI-51-0002698 | Illot de na Guardis (Ses Salines) · Vegeu més fotos d'aquest monument · Carregueu una nova foto d'aquest monument |
| Illot de na Moltona                                  | Monument arqueològic | Ses Salines                                    | 39° 18′ 17″ N, 3° 00′ 44″ E / 39.304800°N,3.012256°E | RI-51-0002699 | Carregueu una nova foto d'aquest monument                                                                         |
| Es Molí Ferro                                        | Monument arqueològic | Ses Salines                                    |                                                      | RI-51-0002700 | Carregueu una nova foto d'aquest monument                                                                         |
| Na Mora / Conjunt Nord / Sa Vall                     | Monument arqueològic | Ses Salines                                    | 39° 18′ 58″ N, 3° 03′ 32″ E / 39.316081°N,3.059010°E | RI-51-0002701 | Carregueu una nova foto d'aquest monument                                                                         |
| Na Mora / Conjunt Sud / Sa Vall                      | Monument arqueològic | Ses Salines                                    | 39° 18′ 57″ N, 3° 03′ 00″ E / 39.315787°N,3.049974°E | RI-51-0002702 | Carregueu una nova foto d'aquest monument                                                                         |